# Shocking Truth
 (avril 2011).
Pour plus de détails, voir Fiche technique et Distribution.
Shocking Truth est un film documentaire suédois d'Alexa Wolf sorti en 2001, présenté au parlement suédois dans le cadre d'une réflexion sur la liberté d'expression et la pornographie.

## Synopsis
Il rassemble des confidences d'actrices, de policiers et de producteurs et présente une critique acerbe de l'industrie pornographique — essentiellement celle dite « hard core » — en dénonçant les violences et traumatismes que subissent les actrices.
Il présente notamment des violences communes faites aux actrices (viols, tortures, menaces, blessures). Il souligne que ces femmes viennent principalement de milieux défavorisés qui ont été victimes de traumatismes sexuelles (viols, incestes) durant leur enfance. Wolf a également interviewé l'un des plus grands producteurs de pornographie en Suède, Sven Erik Olsen, dans ce documentaire.

## Critique
Le documentaire de Wolf aurait suscité « une vive polémique chez les féministes suédoises [car selon elles], il s'agit tout simplement d'un film de propagande destiné à impressionner les parlementaires suédois ».

## Version accessible
L'équipe du film a mis en ligne une version partiellement sous-titrée en anglais du film. Cette version a été expurgée par Youtube des scènes choquantes contraires à sa politique de diffusion.  